# 高剂量雌激素治疗
高剂量雌激素治疗（英語：High-dose estrogen therapy）是一种荷爾蒙療法，其中给予高剂量的雌激素。 当与高剂量的孕激素联合使用时，它被称为假孕。 “假孕”的称呼来源于其达到的雌激素和孕激素水平与妊娠期间这些激素的高水平相当。 它们被用于医学中一些激素依赖性的适应症的治疗，如乳癌、前列腺癌和子宮內膜異位症等。

## 医学用途
- 女性的雌激素受体（英语：Estrogen receptor）阳性乳癌[1]
- 作为雄激素剥夺治疗（英语：Androgen deprivation therapy）男性前列腺癌和良性前列腺增生症的一种手段[7][8][9]
- 与孕激素联合治疗女性的子宮內膜異位症。虽然最初是单独使用，但在20世纪60年代和70年代加入了孕激素。[10]
- 女性的骨质减少症（英语：Osteopenia）和骨質疏鬆症[3]
- 预防身材高大的青春期女孩的高大身材[11]
- 抑制肢端肥大症和巨人症患者的IGF-1水平[12]
- 作为跨性別女性荷爾蒙療法的一个组成部分，以实现雌性化和抑制雄激素[13][14]
- 乳房发育不良，或作为女性荷尔蒙丰胸的一种手段[15][16]
- 女性的子宫发育不良[17][3][4]
- 女性的经前综合症和经期忧郁症[18]
- 女性的产后抑郁症和产后精神病[19][20]

### 可用药物
以下类固醇雌激素已用于高剂量雌激素治疗：
- 結合型雌激素
- 雌二醇及其雌二醇酯（例如，苯甲酸雌二醇（英语：Estradiol benzoate）、十一酸雌二醇、戊酸雌二醇、聚磷酸雌二醇）
- 雌莫司汀磷酸钠（英语：雌莫司汀磷酸钠）（一种也是抑制细胞的抗肿瘤剂的雌二醇酯；仅用于前列腺癌）
- 炔雌醇、其醚美雌醇及其酯Ethinylestradiol sulfonate

以及以下非类固醇雌激素（现在很少或根本不使用）：己烯雌酚、乙烯雌酚二磷酸酯、Bifluranol及其他乙烯雌酚
用于假孕方案的孕激素包括己酸孕酮、醋酸甲羟孕酮和醋酸环丙孕酮等。 孕酮由于其不良的药代动力学（例如，低口服生物利用度和短半衰期）而很少用于这些目的。